# Iglesia greco-católica bielorrusa

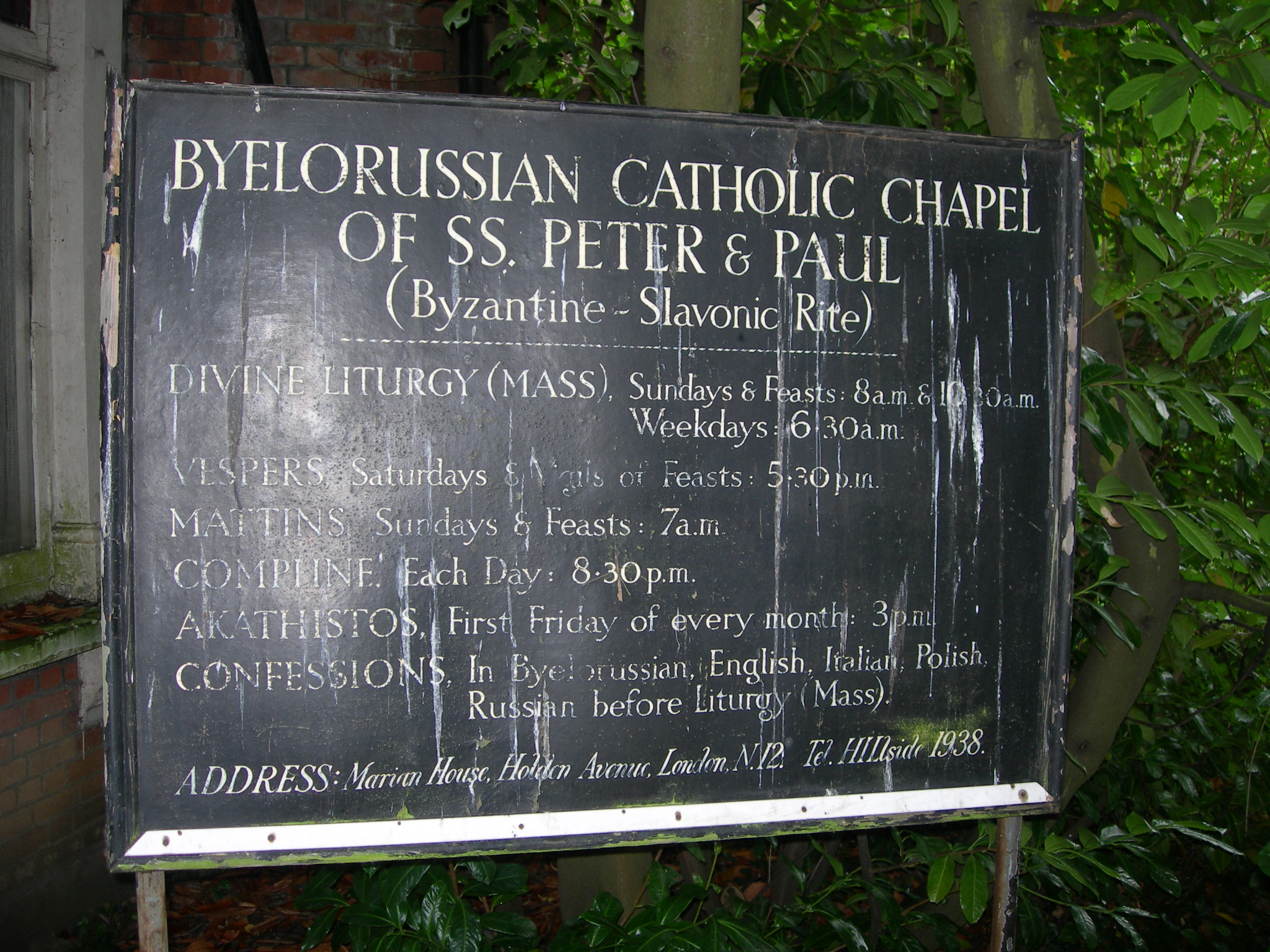
Iglesia católica bielorrusa en Londres, Reino Unido

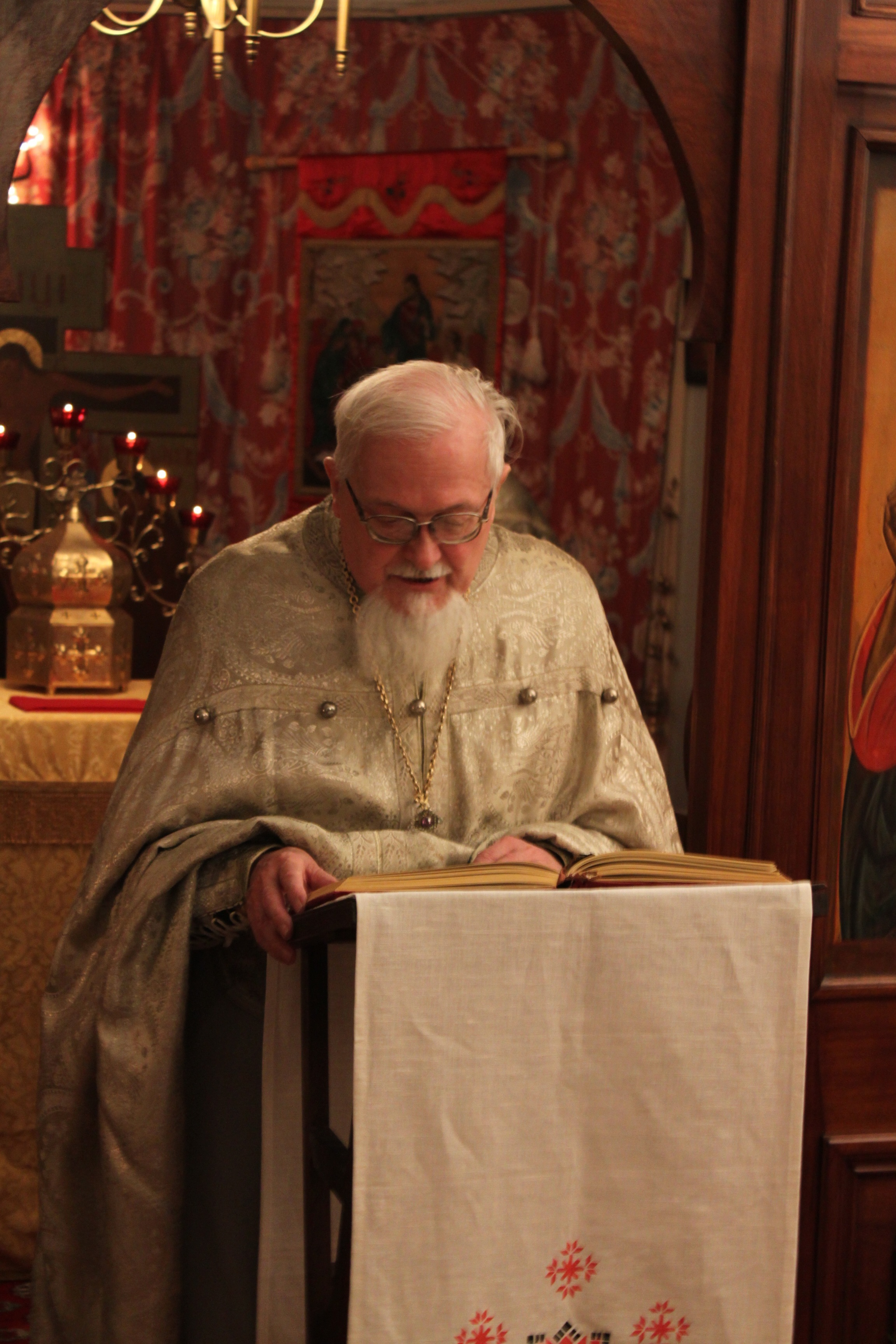
Alexander Nadson, visitador apostólico para los bielorrusos fuera de Bielorrusia hasta 2015

La Iglesia greco-católica bielorrusa o Iglesia católica bizantina bielorrusa (en bielorruso: Беларуская грэка-каталіцкая царква y en el Anuario Pontificio: Chiesa Bielorussa) es una de las 24 Iglesias sui iuris integrantes de la Iglesia católica. Es una Iglesia oriental católica que sigue la tradición litúrgica constantinopolitana (o bizantina) en la que utiliza como lenguaje litúrgico el eslavo eclesiástico. La Santa Sede organizó esta Iglesia sui iuris en una circunscripción eclesiástica recién en 2023 debido a la oposición de la Iglesia ortodoxa rusa a las circunscripciones católicas de rito bizantino en su territorio canónico. En 1993 el sacerdote de rito latino polaco con facultades trirrituales Sergiusz Gajek fue designado visitador apostólico ad nutum Sanctae Sedis (a disposición de la Santa Sede) con jurisdicción personal sobre los greco-católicos bielorrusos que viven en Bielorrusia. Gajek organizó las parroquias en dos decanatos y es de hecho quien preside esta Iglesia sui iuris bajo dependencia de la Congregación para las Iglesias Orientales. El 30 de marzo de 2023 fue erigida la administración apostólica para los fieles de rito bizantino en Bielorrusia.

## Historia

### Unión de Brest

Religiones en la República de las Dos Naciones hacia 1573:

Los cristianos orientales que, mediante la Unión de Brest (1595-1596), entraron en plena comunión con la Santa Sede de Roma conservando su liturgia bizantina en idioma eslavo eclesiástico, fueron principalmente bielorrusos. Aún después de que más ucranianos se adhirieran a la Unión de Brest alrededor de 1700, los bielorrusos continuaron formando cerca de la mitad de todo el grupo.
Esta Iglesia, conocida como uniata, fue establecida cuando los obispos y dignatarios de la provincia metropolitana ortodoxa de Kiev se reunieron en un sínodo en Brest y restablecieron la unión con la Sede de Roma, al mismo tiempo que retenían sus ritos y usanzas particulares. En el Acta de Unión, firmada el 18 (8 del calendario juliano) de octubre de 1596 dicen:

Nosotros ... los abajo firmantes Metropolitanos y obispos del rito griego, declaramos para toda la eternidad, mirando que el gobierno de la Iglesia de Dios en los evangelios, en las palabras de Nuestro Señor Jesucristo, fue establecido en forma tal que la Iglesia de Cristo debería permanecer firmemente en un sólo Pedro, como si fuera una roca y gobernada por él sólo ... y que tal orden en la Iglesia de Dios ha existido desde los tiempos apostólicos a través de todas las eras ... no deseamos profundizar el cisma y causar la pérdida de la unidad en la Santa Iglesia ... al Papa Clemente VIII ... Hipatius ... obispo de Vladímir y Brest y Cyril Terletski, obispo de Lutsk y Ostroh ...

En ese momento la provincia metropolitana de Kiev estaba dentro de los límites de la Mancomunidad de Polonia-Lituania que comprendía Bielorrusia, el Gran Ducado de Lituania y las provincias que formaban parte del Reino de Polonia. Los metropolitanos, mientras retenían el antiguo título de Kiev, establecían su residencia en Navahradak en Bielorrusia central y eran generalmente de origen bielorruso.

### Reunión con la Iglesia ortodoxa rusa
Después de la partición de la comunidad en el siglo XVIII las iglesias uniatas en Bielorrusia y la Iglesia greco-católica ucraniana siguieron diferentes caminos, los ucranianos quedaron dentro del católico Imperio austríaco, mientras que los bielorrusos cayeron dentro del Imperio ruso a causa de la partición de Polonia.
Muchos bielorrusos: 1553 sacerdotes, 2603 parroquias y 1 483 111 personas, se unieron en marzo de 1795 con la Iglesia ortodoxa rusa. Otra fuente contradice estos números, diciendo que las parroquias que en 1772 cayeron bajo gobierno ruso eran más de 800, significando que muchos sacerdotes y fieles continuaron en comunión con Roma.
Después del fracasado Levantamiento de Noviembre (1830-1831) contra el gobierno ruso, y el subsecuente reemplazo de la predominante nobleza católica que influía en la sociedad bielorrusa, los tres obispos de la Iglesia, junto con 21 sacerdotes, convocaron en febrero de 1839 un sínodo en la ciudad de Polatsk para el 25 de marzo de 1839. Este sínodo pasó oficialmente 1 600 000 cristianos y entre 1305 y 2500 sacerdotes a la Iglesia ortodoxa rusa.
Sin embargo, algunos sacerdotes y fieles rehusaron la unión. El Estado ruso asignó la mayoría de las propiedades eclesiásticas a la Iglesia ortodoxa en los años 1840, y algunos sacerdotes emigraron a la Galitzia austríaca, mientras otros eligieron la práctica secreta del entonces prohibido rito bizantino católico en el Imperio ruso.

### Restauración de la Iglesia greco-católica bielorrusa
Cuando el 22 de febrero de 1903 el zar Nicolás II publicó un decreto reconociendo la libertad de culto en Rusia, unos 230 000 bielorrusos buscaron la unión con Roma. Sin embargo, el Gobierno ruso rehusó permitir la formación de una comunidad católica de rito bizantino, por lo que ellos adoptaron el rito latino, lo que originó que la mayoría de los actuales bielorrusos católicos sean de ese rito.
Después de la Primera Guerra Mundial, una comunidad de cerca de 30 000 greco-católicos, que conservando su liturgia bizantina, emergió en áreas occidentales de Bielorrusia que habían sido anexadas por Polonia, eran descendientes de los que un siglo antes habían sido forzados a ingresar en la Iglesia ortodoxa rusa. Un visitador apostólico fue enviado por el papa para informar sobre su situación en 1931.
En 1907 el papa Pío X le dio en forma oral y absolutamente secreta plenos poderes al archieparca de Leópolis, Andrés Sheptytsky, para organizar la Iglesia de rito bizantino en el Imperio ruso. Después de que la Unión Soviética anexara el occidente de Bielorrusia, el 17 de septiembre de 1939 Sheptytsky usó sus excepcionales poderes para crear 3 exarcados, dos de los cuales incluían partes de Bielorrusia: exarcado archiepiscopal de Volinia, Polasia y Podlaquia (exarca Mykola Charnetskyi) y el exarcado archiepiscopal de Bielorrusia para los fieles de rito bizantino (locum tenens Mykola Charnetskyj y desde el 17 de septiembre de 1940, exarca Antoniy Nemantsevich). El papa Pío XII aceptó estos exarcados el 22 de noviembre de 1941.
Después de la Segunda Guerra Mundial, cuando la región fue absorbida por la Unión Soviética, la Iglesia greco-católica bielorrusa fue una vez más suprimida y reintegrada en la Iglesia ortodoxa rusa.

### Diáspora
Si bien desde la ocupación soviética muy poca información sobre los católicos bizantinos en Bielorrusia podía llegar a Roma, los refugiados fundaron centros en Europa occidental (París, Londres y Lovaina) y en partes de los Estados Unidos de América, especialmente en Chicago.
Desde 1947 el padre Leo Haroshka dirigió en París un periódico pastoral y cultural llamado Bozhym Shliakham (Божым Шляхам), que fue publicado desde 1960 hasta finales de 1980 en Londres. En Londres el padre Alexander Nadson comenzó, en los años 1970, la tarea de traducir los textos litúrgicos bizantinos a la lengua bielorrusa. Gracias a su trabajo, cuando en 1990 la primera parroquia greco-católica fue organizada en Bielorrusia, dispusieron inmediatamente de textos litúrgicos en su lenguaje nacional.
En 1960 la Santa Sede nombró a Cheslau Sipovich visitador apostólico para los fieles bielorrusos que vivían fuera de Bielorrusia. Fue así el primer obispo católico bielorruso desde el Sínodo de Polatsk. Un sucesor suyo, el padre Uladzimir Tarasevich, fue nombrado en 1983, pero después de su muerte en 1986 el padre Alexander Nadson fue nombrado visitador apostólico sin el rango de obispo.
Una parroquia de Chicago, la del Cristo Redentor, estuvo abierta de 1955 a 2003. Fue fundada por el padre John Chrysostom Tarasevich y fue la sede parroquial del obispo Uladzimir Tarasevich hasta su muerte, después de lo cual pasó a ser administrada por al arzobispo latino de Chicago, quien nombró primero al padre Joseph Cirou y luego al padre John Mcdonnell como administradores. El 7 de septiembre de 1996, fue ordenado en la parroquia Michael Huskey como el primer diácono bielorruso de los Estados Unidos, quien sirvió en la parroquia hasta que fue cerrada por el arzobispo de Chicago, el cardenal Francis George, el 20 de julio de 2003.

### Nuevo renacimiento de los greco-católicos en Bielorrusia
La década de 1980 mostró un aumento gradual del interés de los intelectuales de Minsk en la Iglesia greco-católica. Artículos escritos por Anatol Sidarévich y Yuri Jadyka acerca de su historia aparecieron en 1987-1988. En el otoño de 1989 algunos jóvenes intelectuales de Minsk decidieron publicar el periódico Unija (Unión) intentando promover el renacimiento de la Iglesia greco-católica.
A principios de 1990 el padre Alexander Nadson llevó la ayuda humanitaria con la que los bielorrusos en el extranjero colaboraban con sus compatriotas afectados por el accidente de Chernóbil de 1986. Se sorprendió al encontrarse con jóvenes bielorrusos que se definían como greco-católicos. El 11 de marzo celebró la Divina Liturgia por primera vez en Minsk en la lengua nacional, y dos días después tuvo una reunión con los editores de Unija, cuyo primer número fue impreso en Letonia.
Después de la disolución de la Unión Soviética y de la independencia de Bielorrusia en 1991, los católicos bizantinos bielorrusos emergieron una vez más. En septiembre de 1990, se produjo el registro de la primera parroquia greco-católica desde la Segunda Guerra Mundial, y a principios de 1991 el padre Jan Matusévich comenzó a celebrar la liturgia en su apartamento de Minsk. Más tarde fue puesto a cargo de todas las parroquias greco-católicas en Bielorrusia, y murió en 1998.
Para principios de 1992 tres sacerdotes y dos diáconos estaban trabajando y celebrando la liturgia en bielorruso. Diez parroquias se habían registrado con las autoridades. Una encuesta encargada por la Universidad Estatal de Bielorrusia en 1992 indicó que cerca de 10 000 personas en Minsk se identificaban como greco-católicos. Extrapolándola a todo el país, se dedujo que unos 120 000 bielorrusos estaban a favor de un renacimiento de la Iglesia greco-católica. La falta de sacerdotes e iglesias hizo que el interés no se materializara.
En 1993, el archimandrita Sergiusz Gajek fue nombrado visitador apostólico para los greco-católicos de Bielorrusia.

## Situación actual
A principios de 2005, la Iglesia greco-católica bielorrusa tenía 20 parroquias, de las que 13 habían obtenido reconocimiento oficial del Estado. Para el año 2003 había dos parroquias greco-católicas en cada una de las ciudades de Minsk, Pólatsk y Vítebsk; y una en Brest, Goradnia, Maguilov, Maladzyechna y Lida. Los fieles que frecuentaban esas parroquias permanentemente eran cerca de 3 000, mientras que unos 4 000 más vivían fuera del cuidado pastoral de esas parroquias. Hubo un pequeño monasterio en Pólatsk. Dos de las parroquias tenían pequeñas iglesias, y algunas de las otras eran centros pastorales con un oratorio.
Sus fieles dependían directamente de la Congregación para las Iglesias Orientales, encabezada por el arzobispo cardenal Leonardo Sandri, con un visitador apostólico ad nutum Sanctae Sedis en Bielorrusia (en 1993 el archimandrita polaco Sergiusz Gajek fue nombrado visitador apostólico para los greco-católicos de Bielorrusia) hasta que la administración apostólica para los fieles de rito bizantino en Bielorrusia fue erigida por el papa Francisco el 30 de marzo de 2023; Sergiusz Gajek fue designado como el primer administrador apostólico de los fieles greco-católicos en Bielorrusia.
En Bielorrusia hay 16 sacerdotes y 9 seminaristas, incluidos dos monjes redencionistas. Los greco-católicos bielorrusos que viven fuera de Bielorrusia son cerca de 2 000.
La Iglesia está organizada en Bielorrusia en dos decanatos (o arciprestazgos): 
- El centro-occidental comprende Minsk, provincia de Goradnia, provincia de Minsk, provincia de Brest. Es llamado Beato Mikalay.
- El oriental es llamado San Jozafat. Comprende: provincia de Gómel, provincia de Maguiliu y provincia de Vítebsk.

El arcipreste Andrey Ablameyka encabeza el decanato centro-occidental, que tiene 13 parroquias:
- San José (Парафія Праведнага Язэпа) en Minsk,
- Nuestra Señora del Perpetuo Socorro (Парафія Маці Божай Нястомнай Дапамогі) en Minsk,
- Santo Espíritu (Парафія Сьвятога Духа) en Minsk,
- San Nicolás el Maravilloso (Парафія Мікалая Цудатворца) en Minsk,
- Protección de la Madre de Dios (Парафія Покрыва Найсвяцейшай Багародзіцы) en Maryina Horka,
- Santos Apóstoles Cirilo y Metodio (Парафія святых Кірылы і Мяфодзія) en Baránavichi,
- Santos Hermanos Apóstoles Pedro y Andrés (Парафія Святыя браты апосталы Пётр і Андрэй) en Brest,
- Nuestra Señora de Fátima (Парафія Маці Божай Фацімскай) en Grodno,
- Ícono de Nuestra Señora de Zhirovichi (Парафія Маці Божай Жыровіцкай) en Ivatsevichy,
- San Josafat (Парафія Святога Язафата) en Lida,
- Cristo Amante de la Humanidad (Парафія Хрыста Чалавекалюбца) en Maladzyechna,
- San Cirilo de Turau (Парафія св. Кірыла Тураўскага) en Pinsk,
- Santísima Trinidad (Парафія Святой Тройцы) en Slonim.

El hieromonje Leontiy, abad del monasterio de los Santos Boris y Glebs de Polock, encabeza el decanato oriental, que comprende 6 parroquias:
- Resurrección de Cristo (Парафія Уваскрашэння Хрыстовага) en Vítebsk,
- Santo Cristo Salvador (Парафія свяшчэннамучаніка Хрыста Збавіцеля) en Vítebsk,
- Tres Santos (Парафія Трох свяціцеляў) en Gómel,
- Comunidad del Ícono de la Madre de Dios en Belynici (Абшчына Бялыніцкай іконы Божай Маці) en Maguilov,
- Protección de la Madre de Dios (Парафія Покрыва Прасвятой Багародзіцы) en Orsha,
- Santo Mártir Jozafat (Парафія свяшчэннамучаніка Язафата) en Pólatsk.

Desde 1960 la Congregación para las Iglesias Orientales ha nombrado un visitador apostólico con sede en Londres, en el Reino Unido, para asistir los fieles greco-católicos bielorrusos que viven fuera de Bielorrusia en el territorio de diócesis latinas. El arcipreste Alexander Nadson estuvo a cargo de las parroquias de los Apóstoles Pedro y Pablo en Londres y de la Resurrección de Cristo en Amberes (en Bélgica, constituida en 2003). hasta su muerte el 15 de abril de 2015. Contaba con la colaboración de tres sacerdotes: Jan Mayseychik, Igor Labacevich y Sergey Stasevich. Desde entonces no ha sido nombrado otro visitador apostólico. También hay pequeñas comunidades en Praga, Kaliningrado y Kaunas.